# Black Veil Brides (album)
Albums de Black Veil Brides
Wretched and Divine: The Story of the Wild Ones
(2013)
Black Veil Brides est le quatrième album studio du groupe de rock Black Veil Brides, sorti le 27 octobre 2014 sur les labels Lava Records et Universal Republic.

## Liste des chansons
Toute la musique est composée par Black Veil Brides.
| No  | Titre                | Durée |
| --- | -------------------- | ----- |
| 1.  | Heart of Fire        | 3:21  |
| 2.  | Faithless            | 4:48  |
| 3.  | Devil In the Mirror  | 3:30  |
| 4.  | Goodbye Agony        | 4:08  |
| 5.  | World of Sacrifice   | 3:30  |
| 6.  | Last Rites           | 3:32  |
| 7.  | Stolen Omen          | 3:47  |
| 8.  | Walk Away            | 5:57  |
| 9.  | Drag Me to the Grave | 3:45  |
| 10. | The Shattered God    | 4:02  |
| 11. | Crown of Thorns      | 3:39  |